# Sirona
Sirona var läkekonstens och hälsokällornas gudinna inom keltisk mytologi.   Arkeologiska fynd visar att hon dyrkades i nästan hela det kontinentala Gallien, från nuvarande Frankrike till nuvarande Ungern, särskilt i nuvarande östra Frankrike. Hon associerades med ormar och ägg, och avbildades i Gallien ofta med Apollo.